# Мичское соглашение
Ми́чское соглаше́ние (фр. Accord du lac Meech, англ. Lake Meech Accord) — проект конституционной реформы в Канаде, имевший целью убедить Квебек подписать Конституционный акт 1982. Соглашение, заключённое между провинциями и федеральным правительством в 1987, включало в себя пять конституционных поправок с целью сделать конституцию отвечающей требованиям Квебека. Для вступления поправок в силу они должны были быть единогласно ратифицированы 11 правительствами Канады (10 провинциальными и федеральным) в 3-летний срок (1987—1990). Соглашение подписали все провинции, но два законодательных собрания ратифицировали изменения по истечении этого срока.

## История
В мае 1980 Квебекской партией, избранной в 1976, был организован первый референдум по вопросу о суверенитете или союзе. В нём приняло участие 85,6 % избирателей, и проект премьер-министра Рене Левека был отклонён 59,56 % участников. Защитная речь канадского премьер-министра Пьера Эллиота Трюдо, заявившего перед этим, что он ставит на карту своё кресло, чтобы отклонение сепаратистского проекта было интерпретировано не как одобрение статус-кво, а как голосование за перемены, значительно склонила голосовавших к ответу «нет». Это торжественное обязательство канадского премьер-министра было широко воспринято как обязательство провести конституционную реформу, учитывая квебекские чаяния и требования.
Победа дала новый толчок реформистским чаяниям Пьера Эллиота Трюдо. Он не конкретизировал свои обещания реформ, данные квебекцам, ссылаясь на то, что «НЕТ» было подтверждением того, что провинциализм и разделение властей были теперь устаревшими лозунгами. Таким образом, он предложил очень централизованный проект патриации конституции, пренебрегши требованиями признать особые полномочия Квебека и пользуясь ослабленным положением сепаратистов и правительства Рене Левека. В сентябре 1980 Левек организовал конституционную конференцию, завершившуюся неудачей, как, в общем-то, и предыдущие конференции. Через месяц, 2 октября 1980, федеральное правительство Трюдо представило план односторонней патриации конституции. Федеральный план был с неодобрением встречен большинством провинциальных премьер-министров. 16 апреля 1981 премьер-министры 8 провинций встретились в Квебеке, чтобы всенародно объявить о своём собственном конституционном проекте.
Три провинции — Квебек, Манитоба и Ньюфаундленд — оспорили проект односторонней патриации Трюдо в своих апелляционных судах. Квебек направил свой иск и в Верховный суд Канады. В сентябре 1981 9 судей высшего канадского суда, большинство из которых было назначено Трюдо, вынесли свой приговор: односторонняя патриация законна — по мнению 6 судей из 9 — противоречит конституционным соглашениям. Приговор обязывал федеральное правительство получить поддержку провинций, что будет выполнено всеми провинциями, кроме Квебека.
Новый конституционный акт был ратифицирован 17 апреля 1982. Квебек является единственной провинцией, не ратифицировавшей Конституцию. Односторонняя патриация воспринималась квебекскими политиками как оскорбление, и как Квебекская партия Рене Левека, так и Либеральная партия Квебека осудили заключение этого конституционного договора без участия Квебека. Нравственная законность канадской Конституции, отклонённой провинциальными политическими партиями и Национальным собранием Квебека, постоянно оспаривается, в частности наиболее националистически настроенной частью квебекского общества.
Новая конституция чётко исключала идею о Канаде, составленной из двух наций: франкоязычной и англоязычной,— которая для многих квебекцев являлась смыслом самого договора, который должен был привести к фактическому созданию канадской федерации. Квебекское требование права вето на конституционные изменения также было отклонено условиями новой конституции в 1982. Из 9 судей Трюдо были назначены 7: Ласкин, Диксон, Бетц, Эсте, Макинтайр, Ламер и Уилсон. В этом смысле принятие Конституции 1982 рассматривалось как крупное поражение и оскорбление всеми квебекскими националистами, будь то федералисты или сепаратисты.
В 1984 глава федеральных прогрессистов-консерваторов Брайан Малруни был избран в обмен на обещание воссоединить канадскую семью в Квебеке «с честью и энтузиазмом». Это обещание интерпретировалось многими как обязательство найти приемлемые условия, чтобы позволить Квебеку подписать, наконец, канадскую Конституцию.
Избранный в 1985 Робер Бурасса хотел сделать так, чтобы Конституция учитывала квебекскую специфичность и чтобы Квебек в символическом смысле вошёл в состав Канады.

## Основные положения
Соглашение было заключено между Брайаном Малруни и провинциальными премьер-министрами на озере Мич в холмах Гатино 30 апреля 1987.
В соглашении, главным образом, предлагалось пять поправок к канадской Конституции:
1. Признание Квебека как отдельного общества и существования различий в языковом плане (между франко- и англоговорящими);
2. Квебек и другие провинции имеют право вето на определённые значимые поправки к Конституции;
3. Право выхода провинции из любой программы, проводимой федеральным правительством в сфере провинциальной компетенции, с компенсацией;
4. Широкое признание провинциальных полномочий в вопросах иммиграции;
5. Трое квебекских судей Верховного суда Канады назначаются федеральным правительством по предложению правительства Квебека.

Так как Соглашение, по сути, корректировало форму изменения канадской Конституции, для того чтобы быть ратифицированным, оно должно было получить единогласное одобрение всеми парламентами: и федеральным, и провинциальными — за три года, следующие после принятия Соглашения.
Через три года после федерально-провинциальной конференции и многочисленных обсуждений Мичское соглашение так и не было ратифицировано всеми провинциями Канады в сроки, предписанные Конституцией, так как провинции Манитоба и Ньюфаундленд не смогли убедить свои законодательные органы принять её .
Депутат манитобского законодательного органа Элайджа Харпер сделал всё возможное, чтобы отсрочить принятие Соглашения. Правящее меньшинство Манитобы не смогло получить единогласного одобрения депутатами своего законодательного органа пролонгации сессии, которая позволила бы принять соглашение. В Квебеке коренной депутат просто заявил об отсутствии в новом конституционном соглашении условий для коренных жителей. А Клайд Уэллс, в то время  премьер-министр Ньюфаундленд и Лабрадор, видя, что Манитоба не сможет принять Соглашение вовремя, отозвал подпись своей провинции, что привело к провалу соглашения.
Так Мичское соглашение было упразднено. Последовали новые конституционные переговоры — Шарлоттаунское соглашение. Это соглашение также не было принято: на этот раз из-за отклонения проекта канадским населением в ходе референдума.

## Оппоненты на озере Мич
Провал Мичского соглашения произошёл не сам собой. В этой ситуации существовало несколько оппонентов, в том числе:
- Бывший премьер-министр Пьер Эллиот Трюдо
- Коренные жители под руководством Элайджи Харпера и Фила Фонтена.
- Престон Мэннинг и бывшая Реформистская партия Канады
- Союз за охрану английского языка в Канаде

## Последствия
После неудачи Мичского соглашения большинство депутатов, заседающих в Парламенте Квебека, стало националистически настроенным, так как эта неудача воспринималась как позор для Квебека. Народная поддержка суверенитета Квебека достигла 72 %. После давления, испытанного со стороны федерального правительства, Робер Бурасса вернулся к своим националистическим заявлениям. Пекисты позже сожалели, что он не присоединился к их делу.
В ответ на эту неудачу был создан Квебекский блок.